# Бор (Калузька область)
Бор (рос. Бор) — село в Жуковському районі Калузької області Російської Федерації.
Населення становить 21 особу. Входить до складу муніципального утворення Село Троїцьке.

## Історія
Від 2004 року входить до складу муніципального утворення Село Троїцьке

## Населення
| 2002 | 2010 |
| ---- | ---- |
| 5    | ↗21  |